# Livio Duce
Livio Duce (Ventimiglia, 5 dicembre 1897 – Montagne dell'Attica, 24 settembre 1943) è stato un militare italiano, maggiore dell'Arma dei Carabinieri, insignito di medaglia d'oro al valor militare.

## Contesto storico
Nel settembre 1943 le Forze Armate italiane schieravano due milioni di soldati, di cui la metà all'estero, una potenza ancora rispettabile. Ma la mancanza di ordini dai vertici il collasso della catena di comando, l'armamento e l'equipaggiamento obsoleti, consentirono in breve tempo all'ex Alleato di sopraffare ovunque i reparti italiani, salvo che in Sardegna, Corsica e a Bari. Episodi eroici di resistenza, come a Roma e a Cefalonia, non impedirono la cattura di circa 700.000 militari italiani (la metà nei Balcani e in Grecia) che saranno ristretti nei lager quali "internati militari", cioè senza le garanzie riconosciute ai prigionieri di guerra. Nelle regioni occupate, la situazione fu particolarmente drammatica in quanto, oltre ai nazisti, dovettero far fronte anche ai partigiani che volevano eliminare gli invasori o inglobare volontari nelle loro file. Indicativa è la tragica vicenda della "Colonna Gamucci", dal nome del Comandante della Legione Carabinieri Reali di Tirana, Colonnello Giulio Gamucci, che la guidava.
Nel settembre 1943 i tedeschi catturarono a Tirana più di 2.000 militari, di cui la metà carabinieri, e il 19 dello stesso mese iniziarono a tradurli verso la Macedonia; il convoglio fu più volte aggredito dai partigiani albanesi e in uno di questi agguati, il 24 settembre, gli insorti riuscirono a catturare 200 italiani, tra cui oltre 100 carabinieri e lo stesso Gamucci. L'ufficiale, liberato dalla prigionia nazista, si offrì, per sé e per i suoi dipendenti, di unirsi alle forze partigiane per combattere il comune nemico; dopo un mese di attesa sui monti, il capo partigiano, con l'inganno, riferì a Gamucci che la collaborazione dei carabinieri era stata accettata, ma essi dovevano essere disarmati e trasferiti a Burreli (a nord di Tirana), dove avrebbero ricevuto nuove armi. Invece, giunti in prossimità del paese, i carabinieri furono suddivisi in gruppi, condotti nei boschi e lì fucilati. Le informazioni circa l'eccidio sono tuttora frammentarie, anche riguardo al numero dei caduti che, per tale episodio e per altre esecuzioni strettamente connesse, si fa risalire a centotrenta. Nel processo tenutosi nel dopoguerra contro i due principali responsabili, entrambi condannati, anche le motivazioni della strage non furono individuate in maniera soddisfacente, rimanendo attribuite al generico clima d'insofferenza generato dalla presenza italiana in Albania.
Analoga situazione di "tiro incrociato" tedeschi-partigiani subivano i militari italiani in Grecia, ove rifulsero il coraggio, la fedeltà, la fermezza ed il senso del dovere del Maggiore Livio Duce.

## Biografia
Livio Duce nacque a Ventimiglia 15 dicembre 1897 da Benedetto e Modestina Lorenzi. Studente del 3º anno d'Ingegneria dell'Università di Genova, nel 1917 interruppe gli studi per partecipare alla Prima guerra mondiale quale Sottotenente d'artiglieria. Transitato a domanda nell'Arma nel 1920, col proprio grado, prestò servizio prima nella Legione di Genova, poi in quella di Torino ed infine, nel 1928, presso la Scuola Centrale di Firenze quale insegnante. Nel 1932 si unì in matrimonio con Lia Asti dalla quale ebbe il figlio Luciano. Nel 1933 fu promosso Capitano e trasferito alla Compagnia di Venezia. Nel 1936 entrò a far parte del Servizio Informazioni Militari.
Volontario nella guerra di Spagna per circa due anni, ottenne una Medaglia di Bronzo al Valor Militare nel marzo 1937 sul fronte di Guadalajara perché fu esempio di ardimento nell'impedire che due carri armati temporaneamente immobilizzati cadessero nelle mani del nemico, ed una Croce di Guerra al Valor Militare nell'agosto 1937 a Santander perché, pur ferito, continuava l'opera di rastrellamento dei nemici armati in zona circondata ma non occupata. Rimpatriato con la promozione a Maggiore, diresse il Gruppo di Sassari fino al dicembre 1940, quando fu prescelto per comandare il IX Battaglione Carabinieri mobilitato con il quale partì nel 1941 per la Dalmazia. Nel 1942 assunse il Comando Carabinieri del III Corpo d'Armata, molto impegnato sulle montagne dell'Attica. Il 13 agosto 1943 cadde in un'imboscata sulla rotabile Tebe-Atene e fu catturato ferito al braccio sinistro e al piede destro dai partigiani greci; privo di cibo e di cure, subì maltrattamenti e sevizie morali e materiali a cui resistette con serenità e forza d'animo. Nonostante fosse intervenuto l'Armistizio, i partigiani non vollero liberarlo - come avvenuto per altri prigionieri italiani ai quali fu lasciata la scelta se tentare di rientrare in Patria o unirsi nella lotta contro i Tedeschi - verosimilmente a causa della fierezza dimostrata in combattimento e del rifiuto di tradire il suo Giuramento. Il 23 settembre 1943 fu condannato a morte da un tribunale partigiano e il giorno successivo fucilato nei pressi del monte Parnete.
Il Maggiore Duce fu decorato con la Medaglia d'Oro al Valor Militare "alla memoria".
Al suo nome sono intitolate le caserme, sedi dei Comandi Stazione di Ventimiglia e Brennero.

## Onorificenze
Alla memoria del Maggiore Livio Duce è stata intitolata la caserma che ospita il comando compagnia carabinieri di Ventimiglia, sua città natale, e la sezione dell'associazione nazionale carabinieri di Venezia.